# Gene Scott
Eugene Lytton Scott, Gene Scott (ur. 28 grudnia 1937 w Nowym Jorku, zm. 20 marca 2006 tamże) – amerykański tenisista, działacz i dziennikarz sportowy, reprezentant w Pucharze Davisa.

## Kariera tenisowa
Przedstawiciel stylu „serwis-wolej”, w karierze amatorskiej doszedł do pozycji nr 11 w rankingu światowym (w 1965), był pięciokrotnie klasyfikowany w czołowej dziesiątce zawodników amerykańskich. W turniejach wielkoszlemowych dotarł do półfinału mistrzostw Stanów Zjednoczonych w 1967 (gdzie uległ późniejszemu zwycięzcy Johnowi Newcombe) oraz ćwierćfinału mistrzostw Francji w 1964. Miał też okazję zmierzyć się na korcie centralnym Wimbledonu z australijskim mistrzem Rodem Laverem. Rozegrał cztery pojedynki w Pucharze Davisa, pozostając w nich niepokonany. Dzięki temu figuruje w składzie zwycięskiej ekipy w Pucharze Davisa w 1963 (wygrał mecz singlowy i deblowy przeciwko reprezentantom Iranu).
W erze open tenisa nie odnosił już większych sukcesów. Od połowy lat 60. łączył występy na korcie z pracą prawnika – ukończył studia na Uniwersytecie Yale, w 1967 został przyjęty do nowojorskiej palestry, a w latach 1966–1968 był radcą w firmie prawniczej Burke & Burke działającej na Wall Street. W 1969 założył firmę promocyjną Sports Investors, Inc.; reprezentował interesy wielu znanych zawodników, m.in. Vitasa Gerulaitisa i Björna Borga. Był jednym z pierwszych odkrywców talentu Johna McEnroe, wraz z którym w 1977 bez powodzenia walczył w turnieju eliminacyjnym debla na Wimbledonie; w tym samym roku McEnroe, wówczas nr 1 wśród juniorów na świecie, stanął także do turnieju eliminacyjnego Wimbledonu seniorów w grze pojedynczej i nie tylko awansował do głównego turnieju, ale osiągnął w nim półfinał.
Gene Scott w 1974 założył znane pismo „Tennis Week” i prowadził w nim regularnie rubrykę Vantage Point. W jednym z felietonów w 1972 podjął próbę nakreślenia fikcyjnego turnieju gwiazd z różnych epok, wskazując jako potencjalnego zwycięzcę Pancho Gonzáleza (który w finale miałby pokonać Roda Lavera, a w półfinale Williama Tildena). Był cenionym ekspertem tenisowym, w 1973 komentował dla telewizji słynny „pojedynek płci” między Billie Jean King a Bobby Riggsem. Zasłużył się także jako działacz, pełnił funkcję dyrektora wielu turniejów zawodowych. Kierował turniejem Kremlin Cup w Moskwie, gdzie przyczynił się do rozwoju dwóch przyszłych gwiazd tenisa rosyjskiego – Maratowi Safinowi przyznawał dzikie karty, a Annę Kurnikową namówił do rozegrania meczów pokazowych. Szczególny nacisk kładł na rozwój Pucharu Davisa, w którym widział dobre uzupełnienie czterech turniejów wielkoszlemowych.
Chętnie występował również w turniejach seniorskich, jeszcze we wrześniu 2004 sięgając w Filadelfii po mistrzostwo Stanów Zjednoczonych na kortach trawiastych w kategorii powyżej 65 lat. W seniorskich turniejach gry mieszanej występował z żoną Mary Van Liew Eastman, z którą miał dwoje dzieci (Lucy i Samuela). Grywał również z osobistościami świata polityki, między innymi z George’em Bushem seniorem i Borysem Jelcynem. Działał w wielu amerykańskich organizacjach tenisowych, był członkiem władz United States Tennis Association oraz wiceprezesem Międzynarodowej Tenisowej Galerii Sławy.
Zmarł w wieku 68 lat na atak serca.